# جزيرة دوغلاس

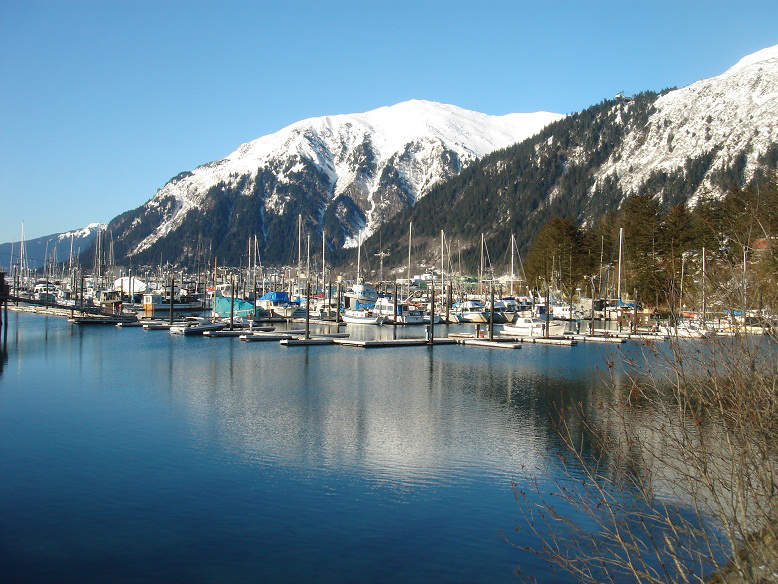
جزيرة دوغلاس

جزيرة دوغلاس هي جزيرة مد وجزر في ولاية ألاسكا الأمريكية. وهي جزء من مدينة وبلدة جونو، غرب وسط مدينة جونو وشرق جزيرة أدميرالتي. يتم فصلها عن البر الرئيسي لجونو بواسطة قناة غاستينو، وتحتوي على مجتمعات دوغلاس وشرق جونو.

## التاريخ

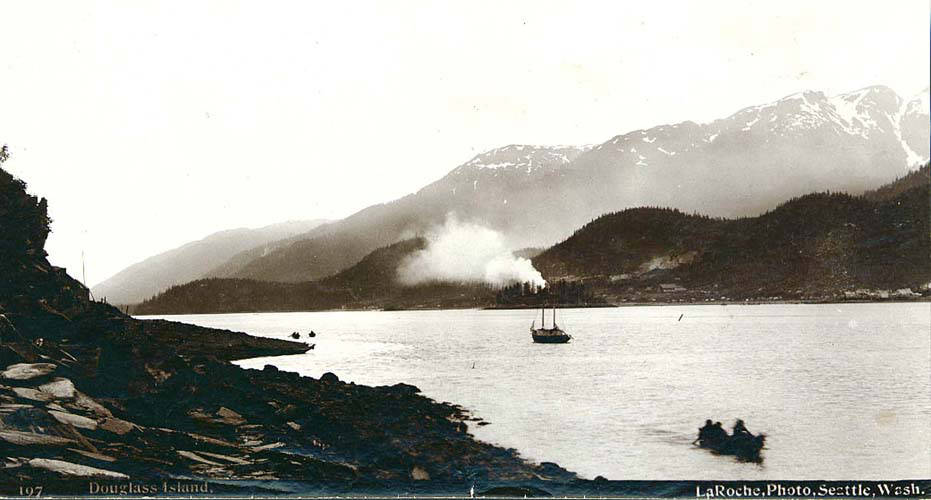
صورة لجزيرة دوغلاس عام 1897

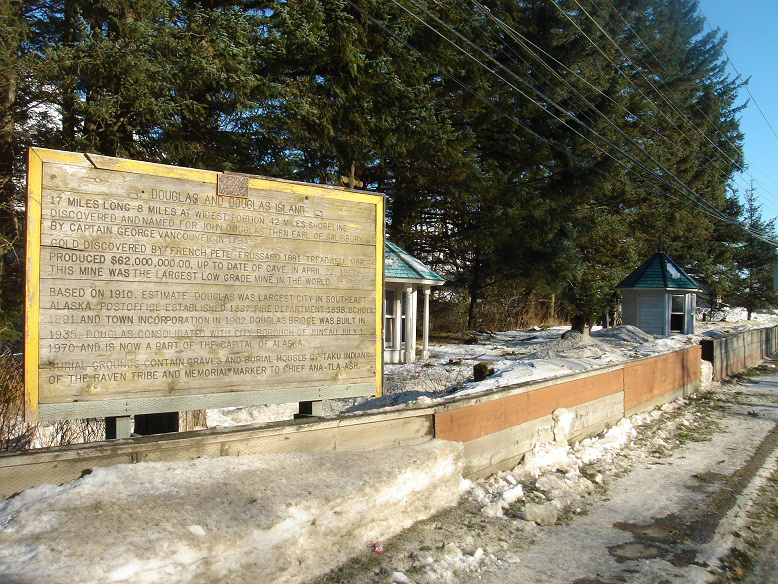
مكان استراحة

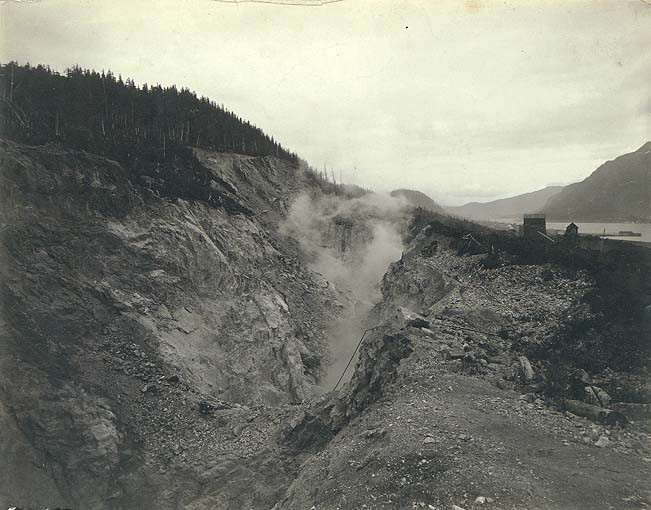
عمليات التعدين في منجم تريدويل للذهب في جزيرة دوغلاس عام 1900

تم تسمية جزيرة دوغلاس على اسم جون دوغلاس، من قبل الكابتن جورج فانكوفر. كان جوزيف ويدبي، قبطان سفينة إتش إم إس ديسكفري أثناء رحلة فانكوفر، أول من شاهدها في عام 1794. في عام 1886 بدأ الناس بالسفر إلى جزيرة دوغلاس للاستقرار بالقرب من منجم الذهب تريدويل. بحلول عام 1902 نما مجتمع جزيرة دوغلاس ليصل عدد سكانه إلى أكثر من 2800 نسمة، حيث بدأت الشركات والمدارس والمنازل في التطور جنبًا إلى جنب مع توسيع منجم الذهب القريب. بعد أن غمرت قناة غاستينو أنفاق التعدين في تريدويل في عام 1917، اضطر العديد من السكان إلى الانتقال بعد الانكماش الاقتصادي الكبير الذي شهدته المدينة، مما أدى إلى انخفاض عدد سكان دوغلاس بشكل مطرد حتى أواخر الثلاثينيات.
خلال صيف عام 1962 تم الاستيلاء على قرية دوغلاس الهندية وإحراقها من قبل مسؤولي مدينة دوغلاس وسكانها من أجل التخلي عن تطوير مشروع ميناء دوغلاس. كان مشروع ميناء دوغلاس، الذي بدأته قبيلة دوغلاس ومكتب الشؤون الهندية، عبارة عن خطة لبناء ميناء في موقع قرية دوغلاس الهندية بهدف إعادة بناء القرية. من أجل السيطرة على المشروع، قام مسؤولو مدينة دوغلاس باستغلال حق الملكية في موقع القرية بينما كان أفراد القبائل يصطادون في معسكراتهم على طول نهر تاكو. ولم يتم تعويض أفراد القبيلة عن الممتلكات والممتلكات التي فقدوها في حرق قريتهم، واضطروا إلى الانتقال بمجرد عودتهم إلى الجزيرة.
يربط جسر جونو-دوغلاس، الذي تم بناؤه لأول مرة في عام 1935، جزيرة دوغلاس بغرب جونو. في عام 1970 انضمت مجتمعات دوغلاس وجونو معًا لتشكيل مدينة وبلدة جونو. أعيد بناء جسر جونو دوغلاس لاحقًا في عام 1980 لتوفير طريق ذو مسارين من وإلى الجزيرة وللاستيعاب حركة مرور المركبات والمشاة. كانت هناك خطط لبناء جسر جديد من شمال دوغلاس إلى وادي ميندينهول.

## الجغرافيا
تقع جزيرة أدميرالتي في الغرب والجنوب عبر ممر ستيفنس. تشمل معالم الجزيرة بقايا منجم تريدويل للذهب، والشاطئ الرملي، والشاطئ الرملي الوحيد في منطقة جونو (المصنوع من مخلفات المنجم)، ومنطقة إيجلكريست للتزلج، ومسرح المثابرة، ومكتبة دوغلاس العامة. باعتبارها جزيرة مد وجزر، ترتبط دوغلاس بالبر الرئيسي في نهايته الشمالية عندما تكون قناة غاستينو عند انخفاض المد. أثناء انخفاض المد، ترتبط جزيرة دوغلاس بمنطقة البحيرات التوأم في جونو ومطار جونو الدولي بالإضافة إلى مواقع أخرى.
يُعتقد عادةً أن دوغلاس عبارة عن منطقتين: وسط مدينة دوغلاس 58°16′32″N 134°23′33″W (بما في ذلك غرب جونو 58°17′42″N 134°25′46″W)، التي تحتوي على ميناء دوغلاس، والشاطئ، والمناجم، والمكتبة، ومدرسة غاستينو الابتدائية، والمسرح، ومحطة الوقود، والحانات والمطاعم القليلة، والجسر المؤدي إلى جونو؛ وجزيرة شمال دوغلاس، التي تحتوي على مزرعة خزانات ومنطقة إيجلكريست للتزلج ومهبط طائرات الهليكوبتر.
تبلغ مساحة الجزيرة 76.93 ميل مربع (199.25 كيلومتر مربع) ويبلغ عدد سكانها 5297 نسمة في تعداد الولايات المتحدة عام 2000، ويقيم أكثر من نصف سكان الجزيرة في دوغلاس. وهي جزء من مدينة وبلدة جونو.

## المناخ
| البيانات المناخية لـمناخ جزيرة دوغلاس (1991–2020) | البيانات المناخية لـمناخ جزيرة دوغلاس (1991–2020) | البيانات المناخية لـمناخ جزيرة دوغلاس (1991–2020) | البيانات المناخية لـمناخ جزيرة دوغلاس (1991–2020) | البيانات المناخية لـمناخ جزيرة دوغلاس (1991–2020) | البيانات المناخية لـمناخ جزيرة دوغلاس (1991–2020) | البيانات المناخية لـمناخ جزيرة دوغلاس (1991–2020) | البيانات المناخية لـمناخ جزيرة دوغلاس (1991–2020) | البيانات المناخية لـمناخ جزيرة دوغلاس (1991–2020) | البيانات المناخية لـمناخ جزيرة دوغلاس (1991–2020) | البيانات المناخية لـمناخ جزيرة دوغلاس (1991–2020) | البيانات المناخية لـمناخ جزيرة دوغلاس (1991–2020) | البيانات المناخية لـمناخ جزيرة دوغلاس (1991–2020) | البيانات المناخية لـمناخ جزيرة دوغلاس (1991–2020) |
| الشهر                                             | يناير                                             | فبراير                                            | مارس                                              | أبريل                                             | مايو                                              | يونيو                                             | يوليو                                             | أغسطس                                             | سبتمبر                                            | أكتوبر                                            | نوفمبر                                            | ديسمبر                                            | المعدل السنوي                                     |
| ------------------------------------------------- | ------------------------------------------------- | ------------------------------------------------- | ------------------------------------------------- | ------------------------------------------------- | ------------------------------------------------- | ------------------------------------------------- | ------------------------------------------------- | ------------------------------------------------- | ------------------------------------------------- | ------------------------------------------------- | ------------------------------------------------- | ------------------------------------------------- | ------------------------------------------------- |
| الدرجة القصوى °ف (°م)                             | 53 (12)                                           | 53 (12)                                           | 54 (12)                                           | 61 (16)                                           | 75 (24)                                           | 85 (29)                                           | 82 (28)                                           | 84 (29)                                           | 75 (24)                                           | 60 (16)                                           | 50 (10)                                           | 49 (9)                                            | 85 (29)                                           |
| الحد الأقصى المتوسط °ف (°م)                       | 39.1 (3.9)                                        | 41.4 (5.2)                                        | 44.4 (6.9)                                        | 53.9 (12.2)                                       | 67.4 (19.7)                                       | 73.4 (23.0)                                       | 75.1 (23.9)                                       | 74.8 (23.8)                                       | 65.5 (18.6)                                       | 51.8 (11.0)                                       | 42.3 (5.7)                                        | 40.3 (4.6)                                        | 78.5 (25.8)                                       |
| متوسط درجة الحرارة الكبرى °ف (°م)                 | 28.9 (−1.7)                                       | 30.2 (−1.0)                                       | 33.7 (0.9)                                        | 43.6 (6.4)                                        | 52.3 (11.3)                                       | 57.7 (14.3)                                       | 59.5 (15.3)                                       | 59.3 (15.2)                                       | 52.9 (11.6)                                       | 42.3 (5.7)                                        | 34.1 (1.2)                                        | 29.7 (−1.3)                                       | 43.7 (6.5)                                        |
| المتوسط اليومي °ف (°م)                            | 24.4 (−4.2)                                       | 25.6 (−3.6)                                       | 28.2 (−2.1)                                       | 36.3 (2.4)                                        | 43.9 (6.6)                                        | 50.2 (10.1)                                       | 53.4 (11.9)                                       | 52.9 (11.6)                                       | 47.1 (8.4)                                        | 38.0 (3.3)                                        | 30.2 (−1.0)                                       | 26.3 (−3.2)                                       | 38.0 (3.3)                                        |
| متوسط درجة الحرارة الصغرى °ف (°م)                 | 19.9 (−6.7)                                       | 20.9 (−6.2)                                       | 22.6 (−5.2)                                       | 28.9 (−1.7)                                       | 35.4 (1.9)                                        | 42.6 (5.9)                                        | 47.3 (8.5)                                        | 46.5 (8.1)                                        | 41.2 (5.1)                                        | 33.7 (0.9)                                        | 26.2 (−3.2)                                       | 22.8 (−5.1)                                       | 32.3 (0.2)                                        |
| الحد الأدنى المتوسط °ف (°م)                       | 1.4 (−17.0)                                       | 4.6 (−15.2)                                       | 6.6 (−14.1)                                       | 18.5 (−7.5)                                       | 27.0 (−2.8)                                       | 32.4 (0.2)                                        | 39.2 (4.0)                                        | 39.1 (3.9)                                        | 30.6 (−0.8)                                       | 25.2 (−3.8)                                       | 10.6 (−11.9)                                      | 7.3 (−13.7)                                       | −4.2 (−20.1)                                      |
| أدنى درجة حرارة °ف (°م)                           | −10 (−23)                                         | −13 (−25)                                         | −5 (−21)                                          | 10 (−12)                                          | 7 (−14)                                           | 16 (−9)                                           | 25 (−4)                                           | 33 (1)                                            | 18 (−8)                                           | 14 (−10)                                          | −5 (−21)                                          | −7 (−22)                                          | −13 (−25)                                         |
| الهطول إنش (مم)                                   | 9.44 (240)                                        | 6.52 (166)                                        | 6.29 (160)                                        | 5.94 (151)                                        | 5.32 (135)                                        | 6.07 (154)                                        | 8.11 (206)                                        | 10.07 (256)                                       | 13.09 (332)                                       | 12.65 (321)                                       | 10.59 (269)                                       | 10.43 (265)                                       | 104.52 (2٬655)                                    |
| متوسط تساقط الثلوج إنش (سم)                       | 36.2 (92)                                         | 39.3 (100)                                        | 37.2 (94)                                         | 9.2 (23)                                          | 0.7 (1.8)                                         | 0.0 (0.0)                                         | 0.0 (0.0)                                         | 0.0 (0.0)                                         | 0.0 (0.0)                                         | 1.8 (4.6)                                         | 28.8 (73)                                         | 40.6 (103)                                        | 193.8 (491.4)                                     |
| متوسط أيام هطول الأمطار (≥ 0.01 in)               | 22.2                                              | 17.9                                              | 18.1                                              | 17.5                                              | 15.9                                              | 19.4                                              | 19.6                                              | 20.5                                              | 21.1                                              | 22.9                                              | 22.0                                              | 22.3                                              | 239.4                                             |
| متوسط الأيام المثلجة (≥ 0.1 in)                   | 15.1                                              | 13.7                                              | 14.7                                              | 6.1                                               | 0.3                                               | 0.0                                               | 0.0                                               | 0.0                                               | 0.0                                               | 0.7                                               | 12.5                                              | 17.1                                              | 80.2                                              |
| المصدر: الإدارة الوطنية للمحيطات والغلاف الجوي    |                                                   |                                                   |                                                   |                                                   |                                                   |                                                   |                                                   |                                                   |                                                   |                                                   |                                                   |                                                   |                                                   |

## السياسة
بعد انتخاب ميريل سانفورد عام 2012، عمدة جونو الحالي، أشارت صحيفة إمبراطورية جونو إلى "المساهمة الضخمة" للجزيرة في سياسة منطقة جونو. سانفورد، بايرون مالوت (نائب حاكم ألاسكا السابق) ودينيس إيغان (حاليًا ممثل جونو في مجلس شيوخ ألاسكا) يعيشون في غرب جونو. تعيش سالي سميث، التي خلفت إيغان في منصب عمدة المدينة، في حي لوسون كريك بين دوغلاس وشرق جونو، بينما يعيش خليفتها بروس بوتيلهو في دوغلاس. بيث كيرتولا، التي مثلت أجزاء من جونو في مجلس نواب ألاسكا من عام 1999 إلى عام 2014، تعيش في شمال دوغلاس. بالإضافة إلى ذلك، عاش جون ديموند، أول قاضي في المحكمة العليا في ألاسكا ومقره جونو، في دوغلاس، بينما عاش خليفته روبرت بوشيفر على طول طريق دوغلاس السريع على بعد نصف ميل شمال حدود مدينة دوغلاس آنذاك.